# Altemir Pessali
Altemir Pessali (* 7. April 1969) ist ein ehemaliger brasilianischer Fußballspieler.

## Karriere
Pessali spielte in seiner brasilianischen Heimat für den SER Caxias do Sul, Fluminense FC. 1998 wechselte er zum japanischen Zweitligisten Kawasaki Frontale. 1998 wurde er mit dem Verein Vizemeister der zweiten Liga. 1999 kehrte er nach Brasilien zurück. Danach spielte er bei CE Bento Gonçalves und EC São José.